# Sonitpur
Sonitpur ist ein Distrikt im indischen Bundesstaat Assam. Sitz der Verwaltung ist die Stadt Tezpur.

## Geografie
Der Distrikt liegt im Norden von Assam. Er grenzt im Norden an den indischen Bundesstaat Arunachal Pradesh, im Osten an den Distrikt Biswanath, im Süden an den Distrikt Nagaon, im Südwesten an den Distrikt Marigaon sowie im Westen an die Distrikte Darrang und Udalguri.
Der Distrikt liegt abgesehen von einem kleinen Gebiet südlich des Brahmaputras und ein paar Inseln im Fluss nördlich des Brahmaputras. Weite Teile des Distrikts gehören zur Tiefebene von Assam. Im Norden gehören kleine Teile von Sonitpur zu den Vorgebirgen des Himalayas. Auf dem Gebiet des Distrikts liegen der Nameri Nationalpark, Teile des Orang Nationalparks, das Sonai Rupai Wildlife Sanctuary und das Bura Chapori Wildlife Sanctuary. Nebst dem Brahmaputra sind der Kameng und der Gabharu Nadi die bedeutendsten Flüsse innerhalb des Distrikts. Die Fläche beträgt 3409 km².

## Geschichte
Der Distrikt Sonitpur teilt die Geschichte mit den Nachbardistrikten. Zuerst gehörte er von 350 bis 1140 zum Reich Kamarupa, später zum Königreich Kamata. Von 1498 bis 1515 gehörte das Gebiet zum Sultanat von Bengalen. Ab 1515 wurde es durch die Dynastie Koch regiert. Ein Familienzweig dieser Königsfamilie verwaltete das Gebiet von 1587 bis 1612. Danach war es bis 1658 Teil des Mogulreichs. Zwischen 1658 und 1681 wechselte die Region wegen der Kriege zwischen dem Mogulreich und dem Königreich Ahom mehrfach den Besitzer. Ab 1681 bis 1816 gehörte es zu diesem Königreich. Ab 1816 stand das Gebiet unter starkem Einfluss von Birma. Nach dem Ersten Anglo-Birmanischen Krieg kam die Region nach dem Vertrag von Yandaboo unter die Herrschaft der Britischen Ostindien-Kompanie. Diese schuf 1833 den Distrikt Darrang, der das Gebiet der heutigen Distrikte Biswanath, Darrang, Sonitpur und Udalguri abdeckte. Auch nach der Unabhängigkeits Indiens blieb dieser Distrikt bestehen. Im Juli 1983 spaltete sich ein Teil des bisherigen Distrikts Darrang ab und wurde zum neuen Distrikt Sonitpur. Im Jahr 2015 wurde Biswanath abgetrennt und zu einem eigenen Distrikt, wodurch sich Fläche und Einwohnerzahl verkleinerten.

## Bevölkerung

### Der Distrikt im Jahr 2022
Vorbemerkung: Alle unten aufgeführte Angaben entsprechen dem Gebietsstand September 2022. Die letzte indische Volkszählung fand 2011 statt. Im August 2015 entstand aus den östlichen Teilen des Distrikts der neue Distrikt Charaideo. Die geplante Volkszählung 2021 wurde wegen einer Pandemie verschoben. Geplant ist sie nun für das Jahr 2023. Alle Zahlen sind Angaben des Office of the Registrar General & Census Commissioner, India Ministry of Home Affairs, Government of India. Dort unter den Rubriken 2011 und Assam und den Auswahlmöglichkeiten Age, Education, Languages, Religion, Scheduled Castes und Scheduled Tribes auffindbar oder den Tabellen der District Census Hand Books (DCHB) Part A und Part B entnommen.

### Einwohnerentwicklung
Die Bevölkerungszunahme zwischen 2001 und 2011 lag bei 16,46 % oder rund 185.000 Menschen. Die Entwicklung verdeutlicht folgende Tabelle:

### Bedeutende Orte
Im Distrikt gibt es insgesamt nur sechs Orte, die als Städte (towns und notified towns) gelten. In diesen Städten wohnen insgesamt 142.477 Menschen oder 10,86 % der Distriktsbevölkerung.

### Volksgruppen
In Indien teilt man die Bevölkerung in die drei Kategorien general population, scheduled castes und scheduled tribes ein. Die scheduled castes (anerkannte Kasten) mit (2011) 65.367 Menschen (4,98 Prozent der Bevölkerung) werden heutzutage Dalit genannt (früher auch abschätzig Unberührbare betitelt). Die scheduled tribes sind die anerkannten Stammesgemeinschaften mit (2011) 139.033 Menschen (10,60 Prozent der Bevölkerung), die sich selber als Adivasi bezeichnen. Zu ihnen gehören in Assam 23 Volksgruppen. Detailzahlen für die einzelnen Stammesgemeinschaften sind nur bis zur Höhe der Distrikte veröffentlicht. Da aber im Distrikt Sonitpur bei der letzten Volkszählung die Bodo (auch Boro genannt) und Miri fast 88 % der Mitglieder der Stammesgemeinschaften ausmachten, sind diese beiden scheduled tribes wohl auch im heutigen Distrikt dominierend. Kleinere Stammesgemeinschaften im Distrikt sind die Rabha, Deori und Garo. Die Anteile der scheduled tribes sind in allen Subdivisionen tief. Die Anteile der scheduled tribes sind in den Subdistrikten sehr unterschiedlich. Den niedrigsten Anteil hat der Subdistrikt Tezpur (1,71 %) und den höchsten Anteil an Personen in anerkannten Stammesgemeinschaften hat der Subdistrikt Chariduar (14,84 %).

## Bildung
Dank bedeutender Anstrengungen steigt die Alphabetisierung. Sie liegt mittlerweile bei rund 68,6 %. Dies ist ein eher tiefer Wert für Indien. Im städtischen Bereich können fast 93 Prozent der Männer lesen und schreiben. Auf dem Land bei den Frauen dagegen nur 59 Prozent. Typisch für indische Verhältnisse sind die starken Unterschiede zwischen den Geschlechtern und der Stadt-/Landbevölkerung. Dennoch sind die Unterschiede zwischen den Männern in den Städten und den Frauen auf dem Land selbst für Indien weit auseinander.
Die Werte sind zudem in den Subdistrikten sehr unterschiedlich. Sie schwanken zwischen 81,66 % (Männer 84,74 % und Frauen 78,38 %) im Subdistrikt Tezpur und 62,77 % (Männer 70,37 % und Frauen 54,71 %) im Subdistrikt Chariduar. Alle Städte weisen sehr hohe Werte bei der Alphabetisierung auf.
| Alphabetisierung im Distrikt Sonitpur  |                   |                   |
| Einheit                                | Volkszählung 2011 | Volkszählung 2011 |
| Einheit                                | Anzahl            | Anteil            |
| GESAMT                                 | 769.417           | 68,56 %           |
| Männer                                 | 429.542           | 74,53 %           |
| Frauen                                 | 339.875           | 62,26 %           |
| STADT GESAMT                           | 115.655           | 89,85 %           |
| Stadt-Männer                           | 61.078            | 92,70 %           |
| Stadt-Frauen                           | 54.577            | 86,86 %           |
| LAND GESAMT                            | 653.762           | 65,80 %           |
| Land-Männer                            | 368.464           | 72,19 %           |
| Land-Frauen                            | 285.298           | 59,06 %           |
| Quelle: Ergebnis der Volkszählung 2011 |                   |                   |

## Verwaltung
Der Distrikt teilt sich heute in die vier Verwaltungsgebiete Chariduar, Dhekiajuli (Pt), Na-Duar und Tezpur auf.

## Wirtschaft
Die Landwirtschaft ist die vorherrschende Wirtschaftsform in Sonitpur.